# Designer Outlet Roermond
Das Designer Outlet Roermond ist ein Factory-Outlet-Center in der niederländischen Stadt Roermond, 6 Kilometer hinter der deutsch-niederländischen Grenze. Das Center gehört zur McArthurGlen Gruppe mit Sitz in London/Großbritannien und wurde im November 2001 eröffnet.

## Beschreibung
Das Designer Outlet Roermond ist das größte Factory-Outlet-Center in Nordeuropa. Auf einer Fläche von 46.700 Quadratmetern werden in ca. 200 Ladengeschäften Waren aus Vorjahres- und Musterkollektionen sowie Überschussbeständen angeboten. Neben Mode und Accessoires bietet das Designer Outlet Roermond Kosmetik, Sportartikel, Haushaltswaren, Heimtextilien sowie derzeit elf Restaurants und Cafés. Im Jahr 2013 gab es ca. 4,6 Mio. Besucher des Outlet-Centers. Ein wesentlicher Teil der Besucher des an 363 Tagen im Jahr geöffneten Centers stammt insbesondere an Wochenenden und Feiertagen aus Deutschland.

## Geschichte
Das Designer Outlet Roermond eröffnete am 21. November 2001 im ehemaligen Ernst-Casimir-Kasernengelände. Zur Eröffnung verfügte das Center über eine Verkaufsfläche von 19.000 Quadratmetern und beherbergte 66 Shops sowie sieben Gastronomieanbieter. Im September 2005 wurde das Center um 9.000 Quadratmeter und 40 Stores erweitert. Eine zweite Erweiterung um 7.200 Quadratmeter Verkaufsfläche bzw. 34 Ladenlokale wurde im August 2011 im Zuge der dritten Bauphase abgeschlossen. Ein neues Parkhaus, durch das zusätzliche 4.500 Parkplätze geschaffen wurden, ist Ende 2016 in Betrieb gegangen. Die vierte Bauphase mit einem Ausbau der Verkaufsfläche um weitere 11.500 Quadratmeter bzw. 50 Ladenlokale wurde im April 2017 eröffnet, wodurch das Designer Outlet Roermond nun mit 46.700 Quadratmetern Verkaufsfläche das größte Outlet-Zentrum Nordeuropas ist.